# Emil Schultz (Politiker)

Emil Schultz

Emil Schultz (* 25. Dezember 1899 in Dortmund; † 1. April 1946 in Frankenberg) war ein deutscher Politiker (NSDAP) und SA-Führer. 

## Leben und Wirken
Nach dem Besuch der Elementarschule erlernte Emil Schultz den Mechanikerberuf. Im Ersten Weltkrieg leistete er den Militärdienst bei einer Marine-Landflieger-Abteilung im Baltikum.
1923 trat Schultz in die NSDAP ein. Seit 1925 war er SA-Führer in Essen und übernahm dort im Dezember 1932 die Führung der SA-Standarte 60, bevor er am 1. Januar 1938 der SA-Brigade 73 in Mülheim an der Ruhr zugeteilt wurde. 
Vom 12. November 1933 bis zum Ende der NS-Herrschaft im Frühjahr 1945 saß Schultz als Abgeordneter für den Wahlkreis 23 (Düsseldorf West) im nationalsozialistischen Reichstag (9. Wahlperiode). Außerdem war er Kreisführer des Kreises Essen des Deutschen Reichsbundes für Leibesübungen. Zudem war er ab 5. Mai 1938 Ratsherr der Stadt Essen.